# Станція нижче нікуди
Станція нижче нікуди[джерело?] (англ. Downbelow Station) — науково-фантастичний роман американської письменниці Керолайн Дж. Черрі, опублікований у 1981 році видавництвом DAW Books. 1982 року він здобув премію «Г'юго», того ж року потрапив до короткого списку премії «Локус» і був названий журналом «Локус» одним із 50 найкращих науково-фантастичних романів усіх часів у 1987 році.
Події книги розгортаються у Альянсі-Союз всесвіту в період Компанійних воєн, зокрема наприкінці 2352 та на початку 2353 років. У книзі детально описано події, що стосуються космічної станції на орбіті навколо Світу Пелла (також відомого як «Внизу») у зоряній системі Тау Кита. Станція слугує транзитним пунктом для човнів, що рухаються між Землею та Союзом у різних секторах галактики.
Робоча назва книги — «Війна компаній» (The Company War), але редактор Черрі в DAW, Дональд А. Воллхейм, вважав, що бракує комерційної привабливості, тому для публікації було обрано «Станцію Внизу». Це був перший роман, відредагований нинішнім[коли?] президентом DAW Елізабет Воллхейм, яка працювала разом зі своїм батьком.

## Сюжет
Космос досліджують не недалекоглядні уряди а Земна Компанія, приватна корпорація, яка в результаті стає надзвичайно багатою та могутньою. У дев'яти зоряних системах бракує планет, придатних для колонізації, тому натомість на орбіті будують космічні станції, які є сходинками для подальших досліджень. Тоді Світ Пелл виявився не тільки придатним для життя, але й уже населеним ніжним, розумним (хоча технологічно відсталим) Хіса. Побудовано станцію Пелл. «Станційні» називають планету «Внизу», а також почали називати свій дім «Станція Внизу».
Коли політика недоторканності Землі призводить до того, що починає втрачатись контроль над віддаленішими станціями та світами, вона будує флот з п'ятдесяти військових авіаносців — флот Земної Компанії, щоб забезпечити виконання своєї волі. Це призводить до тривалої війни Компанії з Союзом, що відколовся, та базується в Сайтіні, іншому придатному для життя світі. Між ними знаходяться «станційні» та торгівці, які обслуговують екіпажі вантажних суден, які підтримують міжзоряну торгівлю.
Події відбуваються в останні дні війни. Станція Внизу починається з капітана Земної Компанії Сіґні Мелорі та її військового човна «Норвегія», який супроводжує пошарпаний флот, що тікає зі станцій «Расселл» і «Марінер» до Пелл. Подібні конвої прибувають з інших станцій, зруйнованих або втрачених Союзом, що призводить до величезної кризи. Потік неочікуваних біженців напружує ресурси станції. Анджело Константін, начальник станції Пелл, і двоє його синів, Деймон і Еміліо, намагаються впоратися з ситуацією. Побоюючись проникнення в Союз диверсантів, в Пелл скидають усіх біженців до зони карантину, що спричиняє масові переміщення громадян Пелл.
Під час розмови з адміністраторами Пелл, Мелорі зустрічає делегацію Земної Компанії на чолі з Сегустом Айресом, другим секретарем Ради Безпеки Землі. Ображений її різкою, зарозумілою манерою, Айрес відхиляє її пропозицію транспортування на фронт і замість цього зафрахтовує вантажне судно. Місія Айреса полягає в тому, щоб почати мирні переговори з Союзом, але це невідомо для Мелорі.
Мелорі також вивозить військовополоненого Союзу, Джошуа Теллі, якого вона врятувала від жорстокого допиту сил безпеки на Расселлі під час паніки. Однак, під час подорожі до Пелл її сексуальна експлуатація щодо нього, була лише трохи менш образливою. Зіткнувшись з безстроковим ув'язненням в Пелл, Теллі просить коригування, знищення більшої частини його пам'яті в обмін на його свободу. Коли його допитує Деймон Константін, він просить коригування, щоб уникнути безстрокового ув'язнення, Константін неохоче дає свій дозвіл. Пізніше, переглянувши його файл, Деймон дізнається, що Теллі вже проходив лікування один раз у Расселі. Все ще відчуваючи провину за те, що погодився, він і його дружина Елен Квен подружилися з пост-коригованим Теллі — вчинок доброти, який матиме монументальні, непередбачені наслідки.
Джон Лукас, швагро Анджело Константіна і єдиний суперник за владу, стурбований перебігом війни. Флот отримав невелику підтримку або взагалі не отримав, від байдужої Землі та поступово програє війну на виснаження. Лукас таємно зв'язується з Союзом, пропонуючи передати Пелл. Союз відповідає контрабандою таємного агента на ім'я Джесад.
Тим часом останні десять уцілілих човнів Флоту Компанії під командуванням Конрада Мазіана збираються для найважливішої операції війни. Усі останні стратегічні маневри та рейди Мазіана вели до цього моменту. Якщо їм вдасться знищити Станцію Вікінг одним скоординованим ударом до того, як зростальна чисельна перевага ворога здолає їх, між Землею та простором Союзу виникне широка безплідна ділянка, яка зробить подальший конфлікт значно дорожчим для Союзу.
Себ Азов, військовий командувач Союзу, не має іншого вибору, окрім як зібрати свої сили у Вікінгові, щоб зустріти очікувану атаку Мазіана. Проте, в нього є туз у рукаві. Він змусив Айреса записати повідомлення, яке наказувало Мазіану перерватися, поки ведуться мирні переговори. Коли Мазіан завдає удару, трансльований наказ Айреса справді змушує його зупинитись, і Флот у замішанні відступає до Пелла.
Мазіан зустрічається зі своїми капітанами і дає їм вибір: прийняти мирний договір, який, за змістом, визнає перемогу Союзу згідно з трансляцією Айреса, або повстати проти Землі та продовжувати боротьбу, що є його власною прерогативою. Всі вони залишаються вірними своєму лідеру. Однією з перших дій Мазіана є запровадження військового стану для Пелл.
Флот тепер змушений захищати Станцію Внизу, свою єдину надійну базу та джерело постачання. Сили Союзу атакують і знищують два патрулювальні човни. Хоч Союз також зазнає втрат, він може компенсувати свої втрати, на відміну від Мазіана. Якщо врахувати один авіаносець, який був втрачений раніше під час фіаско біля Вікінга, у нього залишилося лише сім човнів.
Під прикриттям паніки на станції, викликаної битвою в космосі, Лукас робить свій крок, вбиваючи та витісняючи свого ненависного суперника Анджело Константіна. Щоб врятуватися від бунтівних біженців, Елен Квен змушена сісти на борт Кінець Завершення (Finity's End), одного з найшанованіших торгових човнів. Вантажники тікають із зони бойових дій, але Квен переконує, більшість із них, об'єднатися заради безпеки та максимального впливу, що б не трапилося. Деймон виживає після спроби вбивства свого дядька та зв'язується з Теллі. Разом їм вдається сховатися від Лукаса; насправді Теллі виявляє, що він напрочуд хороший у цьому.
Зрештою з ними зв'язується Джесад, і Теллі дізнається, чому. Він з Джесадом одного роду: азі, штучно вирощені та, у випадку Джесада й Теллі, навчені спеціально для шпигунства та диверсій. Їх виявляють морські піхотинці Флоту; Джесада вбивають, а Костянтина і Теллі схоплюють і доставляють до Мелорі.
Вона отримує від Мазіана наказ тихо позбутися Костянтина. Лукас виконує накази Флоту з набагато меншою сумлінністю, тому Костянтин зайвий, навіть небезпечний. Мазіан готується вивести з ладу та покинути Станцію Внизу. Він має іншу мету: захопити саму Землю в результаті несподіваного державного перевороту. Знищення Пелла створило б вогняний захист від Союзу, зігравши роль, яку він спочатку призначав для Вікінга.
Меллорі має інші ідеї. Мазіан зайшов надто далеко, щоб вона не змогла пережити. Меллорі раптово покидає доки Пелл й дезертує. Знаходить війська Союзу та переконує Азова кинути їх проти її колишніх товаришів. Теллі допоміг переконати Азова в правдивості Меллорі.
Мазіан не може дозволити собі «дорогий» бій, тому Флот передчасно вирушає на Землю. Азову потрібно переслідувати його, але він не бажає залишати Норвегію «за спиною» в себе. Напружене протистояння розривається своєчасним прибуттям; Квен повертається з об'єднаним торговельним флотом і вимагає Пелл для новоствореного Торговельного Альянсу, з Норвегією, що є їх поліцією. Не маючи повноважень впоратися з цією новою подією та не бажаючи боротися з торговцями, Азов залишає справу з Мазіаном.
Закінчення Війни Компанії нарешті видно, до великого полегшення Костянтинів, торгівців і жителів Станції Внизу.

## Персонажі
- Персонал Компанії Земля:
  - Сіґні Мелорі, жінка, капітан човна (Earth Company Ship (ECS5)) Норвегія, що належить Земній Компанії, та третій за старшинством капітан флоту Земної Компанії
  - Конрад Мазіан, чоловік, яскравий, блискучий командир флоту Земної роти
  - Сегуст Айрес, чоловік, другий секретар Ради безпеки Земної Компанії
- Мешканці Пелл (станційні):
  - Анджело Константін, чоловік, начальник станції Пелл, чоловік Алісії Лукас Константін
  - Алісія Лукас Константін, одружена з Анджело Константіном, сестра Джона Лукаса, прикута до ліжка та залежить від технологій для виживання
  - Деймон Константін, син Анджело та Алісії; начальник відділу юридичних питань
  - Елен Квен, жінка, колишній торговець, одружена з Деймоном Константіном
  - Еміліо Константін, син Анджело та Алісії
  - Джон Лукас, чоловік, голова родини Лукас, суперників Костянтинів
- Союзний персонал:
  - Джошуа Теллі, чоловік, військовополонений, який потрапляє до Пелл
  - Джесад, чоловік, таємний агент
  - Себ Азов, чоловік, Союзний воєначальник
- Хіса (уродженці Пелл, також знані як «Нижні»)
  - Сатін, жінка, товариш Синьозуба, просить призначення на роботу на станції Пелл,
  - Синьозуб, чоловік, слідує за Сатін до станції Пелл
  - Лілія, жінка, помічник Алісії Костянтин
- інші
  - Кресіч Василь, чоловік, біженець з станції Марінер

## Настільна гра«Війна компаній».
Війна компаній — це настільна гра, заснована на Станція Внизу. Вона була опублікована Mayfair Games у 1983 році.

## Критика
Дейв Ленгфорд зробив рецензію на Станція Внизу для White Dwarf #45 і заявив, що «Черрі може зробити це краще, ніж інші, що зробили це набагато гірше».

### Нагороди
- 1982: Премія Г'юго за найкращий роман: переможець[1][6]
- 1982: Премія «Локус» за найкращий науково-фантастичний роман: номінант у короткому списку[1]
- 1987: Премія «Локус», найкращий роман у жанрі фантастики за весь час: позиція 41
- 1998: Премія «Локус», найкращий науково-фантастичний роман усіх часів до 1990: позиція 25

## Пісня
У 2005 році музична пісня «Signy Mallory» Мерседес Лекі та Леслі Фіш здобула премію Pegasus за найкращу пісню в космічній опері.

## Інформація про публікацію
- : C.J. Cherryh (1981). Downbelow Station. Daw Books. ISBN 0-87997-594-6.
- : C.J. Cherryh (1981). Downbelow Station. Severn House. ISBN 0-7278-1073-1. UK hardcover edition
- Italian: C.J. Cherryh (1982). La Lega dei Mondi Ribelli. Ed. Libra. ISBN 88-200-0211-6. 1st Italian edition
- : C.J. Cherryh (1983). Downbelow Station. Methuen. ISBN 0-413-51310-6. UK paperback edition
- French: C.J. Cherryh (1985). Forteresse des Etoiles. Opta. ISBN 978-2-7201-0244-8.
- Japanese: C.J. Cherryh (1985). ダウンビロウ・ステーション. Hayakawa Publishing. ISBN 978-4150105990.
- Spanish: C.J. Cherryh (1985). La Estación Downbelow. Editorial Acervo. ISBN 84-7002-376-4. 1st Spanish edition
- Hungarian: C.J. Cherryh (1988). Mélyállomás. Maecenas Könyvkiadó. ISBN 963-02-5792-0.
- Italian: C.J. Cherryh (1988). La Lega dei Mondi Ribelli. Editrice Nord. ISBN 88-429-0389-2. 2nd Italian edition
- German: C.J. Cherryh (1989). Pells Stern. Heyne Verlag. ISBN 3-453-30980-4. German edition
- Czech: C.J. Cherryh (1992). Stanice Pell. Winston Smith. ISBN 80-85643-02-2. Czech edition
- Polish: C.J. Cherryh (1993). Stacja Podspodzie. Wydawnictwa Alfa. ISBN 83-88431-21-8. Polish edition
- Russian: C.J. Cherryh (1995). Последняя база. Alex Korzhenevski. Russian edition
- Romanian: C.J. Cherryh (1997). Staţia orbitală a lumii de jos. Editura Pygmalion. Rumanian edition
- : C.J. Cherryh (2001). Downbelow Station (вид. 20th anniversary). Daw Books. ISBN 0-7564-0059-7.
- Korean: C.J. Cherryh (2018). 다운빌로 스테이션. Open Books. Korean edition (Published in two volumes)